# Дорогая мамочка (книга)
«Дорогая мамочка» (англ. Mommie Dearest) — мемуары, написанные Кристиной Кроуфорд, приёмной дочерью актрисы Джоан Кроуфорд. Опубликованная в 1978 году книга описывала жизнь автора с неуравновешенной матерью-алкоголичкой, которую она считала неспособной к воспитанию детей. Книга вызвала много споров относительно содержания, многие друзья актрисы утверждали, что книга — вымысел, другие напротив, заявляли, что это был в целом точный, хоть и иногда преувеличенный, отчёт о трудном детстве Кристины.

## Описание
В этой книге Кристина утверждает, что Джоан била её чем придётся, потому что не хотела участвовать в воспитании детей, и что она была алкоголичкой, которая придавала больше значения своей популярности, нежели воспитанию своих детей. Алкоголизм Джоан был позже публично подтверждён близкими друзьями после её смерти. Кристина предполагает, что Джоан могла усыновить детей в качестве пиар-хода, чтобы поддержать свою карьеру. Она заявляет, что у Джоан был длинный список романов с мужчинами, которых Кристина должна была называть «дядей» и в некоторых случаях «папой». Кристина пишет, что по мере того, как она становилась старше и более трудной для контроля, Джоан находила предлоги, чтобы спровадить Кристину из дома, отправляя её в различные школы-интернаты и строгие религиозные Академии, указывая в своих инструкциях, что Кристине не должно быть позволено контактировать с внешним миром. Часто угрозы или фактическое отправление её в школы использовались для наказания Кристины за неповиновение своей матери или борьбу с плохим поведением.
Кристина рассказывает о нескольких вечерах, когда поведение Джоан было неуравновешенным, и по крайней мере об одной встрече с её матерью, где Джоан пыталась задушить её. В другом эпизоде Джоан, как описывается, обнаружила одежду Кристины, висящую в шкафу на проволочных вешалках, которые Джоан ненавидела, за что в грубой форме отчитала её. Также приводится случай, когда Кристина отказалась есть почти сырой стейк, Джоан приказала вернуть мясо в холодильник и не позволять Кристине принимать какую-либо другую пищу в течение нескольких дней, пока она не закончит трапезу, но Кристина сумела продержаться, пока её мать не сдалась.
Кристина сообщила, что Джоан постоянно её контролировала и вела себя непредсказуемо по отношению к ней течение всей её взрослой жизни. Она утверждает, что Джоан ревновала к быстро развивающейся актёрской карьере своей дочери вплоть до того, чтобы взять на себя роль Кристины в мыльной опере «Тайная буря», пока Кристина была в больнице, восстанавливаясь после операции по удалению кисты яичника (Кристине было тогда двадцать восемь лет, а Джоан — за шестьдесят). Она также использовала деньги, чтобы контролировать поведение взрослой Кристины, отказываясь давать Кристине средства на основные расходы на жизнь, даже когда она брала её на обеды в дорогие рестораны.
Книга заканчивается тем, что Кристина узнает, что она и её брат Кристофер были исключены из завещания Джоан, хотя Кристина считала, что и она, и её брат примирились со своей матерью до её смерти.

## Реакция
Некоторые из друзей Джоан оспаривали версию событий, представленную в книге «Дорогая мамочка». Среди них были Ван Джонсон, Сизар Ромеро, Боб Хоуп, Барбара Стэнвик, Сидни Гиларофф, Энн Блит, Гэри Грей и Мирна Лой, подруга Джоан с 1925 года. Признавая, что Джоан была очень амбициозной и имела алкогольную зависимость на протяжении большей части своей жизни, критики предположили, что Кристина приукрасила свою историю. Дуглас Фэрбенкс-младший, первый муж Кроуфорд, описал книгу следующим образом: «Та Джоан Кроуфорд, о которой я прочитал в книге, это не та Джоан Кроуфорд, которую я знал тогда». Двое младших детей Кроуфорд, Синди и Кэти, родившиеся в 1947 году и также усыновленные ею, неоднократно категорически заявляли, что они не были свидетелями или не испытали ни одного из событий, которые были описаны в книге. Однако Кристофер всегда отстаивал претензии Кристины, говоря о своей матери в 1978 году: «Я честно по сей день не верю, что она когда-либо заботилась обо мне».
Лиз Смит в ревью для The Baltimore Sun: «Я склонна полагать, что Джоан ошибалась в своих методах воспитания детей — она была тщеславна и эгоцентрична, как большинство великих звёзд, — но истории об избиениях и почти безумии — нонсенс». Секретарша Кроуфорд на протяжении почти пятидесяти лет, Бетти Баркер, также заявила, что хотя Джоан и была строгой, Кристина и Кристофер никогда не подвергались насилию.
Тем не менее некоторые коллеги Джоан, Хелен Хейз, Джеймс Макартур, Джун Эллисон, Рекс Рид и Бетти Хаттон подтвердили кое-какие из историй, описанных в книге, и утверждали, что они также стали свидетелями некоторых сцен лично. Хаттон ранее жила недалеко от дома Кроуфорд в Брентвуде и заявила, что она видела детей во время или после различных моментов насилия. Хаттон заявила, что она часто просила поиграть собственных детей с Кристиной и Кристофером, чтобы дать им передышку от жестокого обращения дома. Джун Эллисон вспомнила историю в 1982 году на «Шоу Дика Каветта», где Кроуфорд публично унизила Кристину перед гостями её дня рождения. Актриса Ив Арден встала на сторону Кристины в вопросе воспитательских способностей Джоан и заявила, что та страдала от биполярного расстройства и была хорошей женщиной во многих отношениях, но алкоголь делал её характер невыносимым. В книге «Understanding the Borderline Mother» автор Кристин Энн Лоусон предполагает, что у Джоан, возможно, было пограничное расстройство личности наряду с навязчивым стремлением к чистоте.

## Послесловие
Последние страницы книги содержат намёк, что саму книгу Кристина написала в качестве своеобразной попытки того, чтобы последнее слово осталось за ней, а не за Джоан, когда та вычеркнула её с братом из её завещания. Биограф актрисы Фред Лоренс Гайлс высказал версию, что Кристина на самом деле начала работу над книгой ещё до смерти матери и Джоан, узнав об этом, поэтому и вычеркнула её из завещания.
В 1997 году Кристина выпустила переиздание книги в честь двадцатилетия. В новую версию вошли сто страниц нового материала. Во втором издании названы некоторые лица, не упомянутые в оригинальной книге, и больше внимания уделяется отношениям Кристины с её матерью с момента её окончания средней школы до 1970-х годов. Он также рассказывает, что стало с её братом, и описывает несколько инцидентов, связанных с ним.

## Экранизация
В 1981 году по книге Фрэнком Перри был снят одноимённый фильм. Роль Джоан Кроуфорд исполнила Фэй Данауэй, а роль Кристины — Дайана Скаруид. Фильм был встречен негативными отзывами критиков, но смог собрать внушительную кассу.

## Издания
- Christina Crawford. Mommie Dearest. — William Morrow & Co., 1978. — ISBN 0-688-03386-5.
- Christina Crawford. Mommie Dearest. — Seven Springs Press, 1997. — ISBN 0-9663369-0-9.
- Christina Crawford. Mommie Dearest. — Open Road Media, 2017. — ISBN 978-1-5040-4908-5.